# Апостольский нунций на Маршалловых Островах
Апостольский нунций в Республике Маршалловы Острова — дипломатический представитель Святого Престола на Маршалловых Островах. Данный дипломатический пост занимает церковно-дипломатический представитель Ватикана в ранге посла. Апостольская нунциатура на Маршалловых Островах была учреждена на постоянной основе 30 декабря 1993 года.
В настоящее время Апостольским нунцием на Маршалловых Островах является архиепископ Габор Пинтер, назначенный Папой Франциском 12 апреля 2025 года.

## История
Апостольская нунциатура на Маршалловых Островах была учреждена на постоянной основе 30 декабря 1993 года, бреве Ad plenius confirmandas папы римского Иоанна Павла II, отделяя её от апостольской делегатуры на Тихом океане. Однако апостольский нунций не имеет официальной резиденции на Маршалловых Островах, в его столице Маджуро и является апостольским нунцием по совместительству, эпизодически навещая страну. Резиденцией апостольского нунция на Маршалловых Островах является Веллингтон — столица Новой Зеландии.

## Апостольские нунции на Маршалловых Островах
- Томас А. Уайт — (30 декабря 1993 — 27 апреля 1996);
- Патрик Коувни — (27 апреля 1996 года — 25 января 2005 — назначен апостольским нунцием в Греции);
- Чарльз Дэниэл Бэлво — (1 апреля 2005 — 17 января 2013 — назначен апостольским нунцием в Кении и Постоянным наблюдателем в органах Организации Объединённых Наций по окружающей среде и человеческим поселениям);
- Мартин Кребс — (3 мая 2014 — 16 июня 2018 — назначен апостольским нунцием в Уругвае);
- Новатус Ругамбва — (30 ноября 2019 — 27 июля 2024, в отставке);
- Габор Пинтер — (12 апреля 2025 — по настоящее время).